# Borda de Sarrado
La Borda de Sarrado és una borda del terme municipal de Sarroca de Bellera, del Pallars Jussà, dins de l'antic terme ribagorçà de Benés.
Està situada al nord-est del poble de Manyanet, a la dreta del riu de Manyanet. En els mapes no surt el seu nom, malgrat ser un topònim recollit en el nomenclàtor oficial.